# Spreckens
Spreckens (niederdeutsch: Sprekens) ist ein Ortsteil der Stadt Bremervörde im Landkreis Rotenburg (Wümme) in Niedersachsen.

## Geographie

### Geographische Lage
Spreckens liegt im Zentrum des Elbe-Weser-Dreiecks an der Oste, im Dreieck Bremen, Bremerhaven und Hamburg.
Umschlossen wird die Gemarkung Spreckens von der Stadt Bremervörde im Norden, der Ortschaft Minstedt im Osten, Fahrendorf im Süden und Oerel im Westen.
| Oerel Cuxhaven 5 km, 55 km                | Engeo, Bremervörde 3 km, 5 km               | Hesedorf Stade 6 km, 30 km            |
| Oese Basdahl 5 km, 7 km                   | Kompassrose, die auf Nachbargemeinden zeigt | Bevern, Malstedt 5 km, 11 km          |
| Osterholz-Scharmbeck, Bremen 36 km, 52 km | Fahrendorf, Rhade 2 km, 20 km               | Zeven, Rotenburg (Wümme) 24 km, 50 km |

### Flora

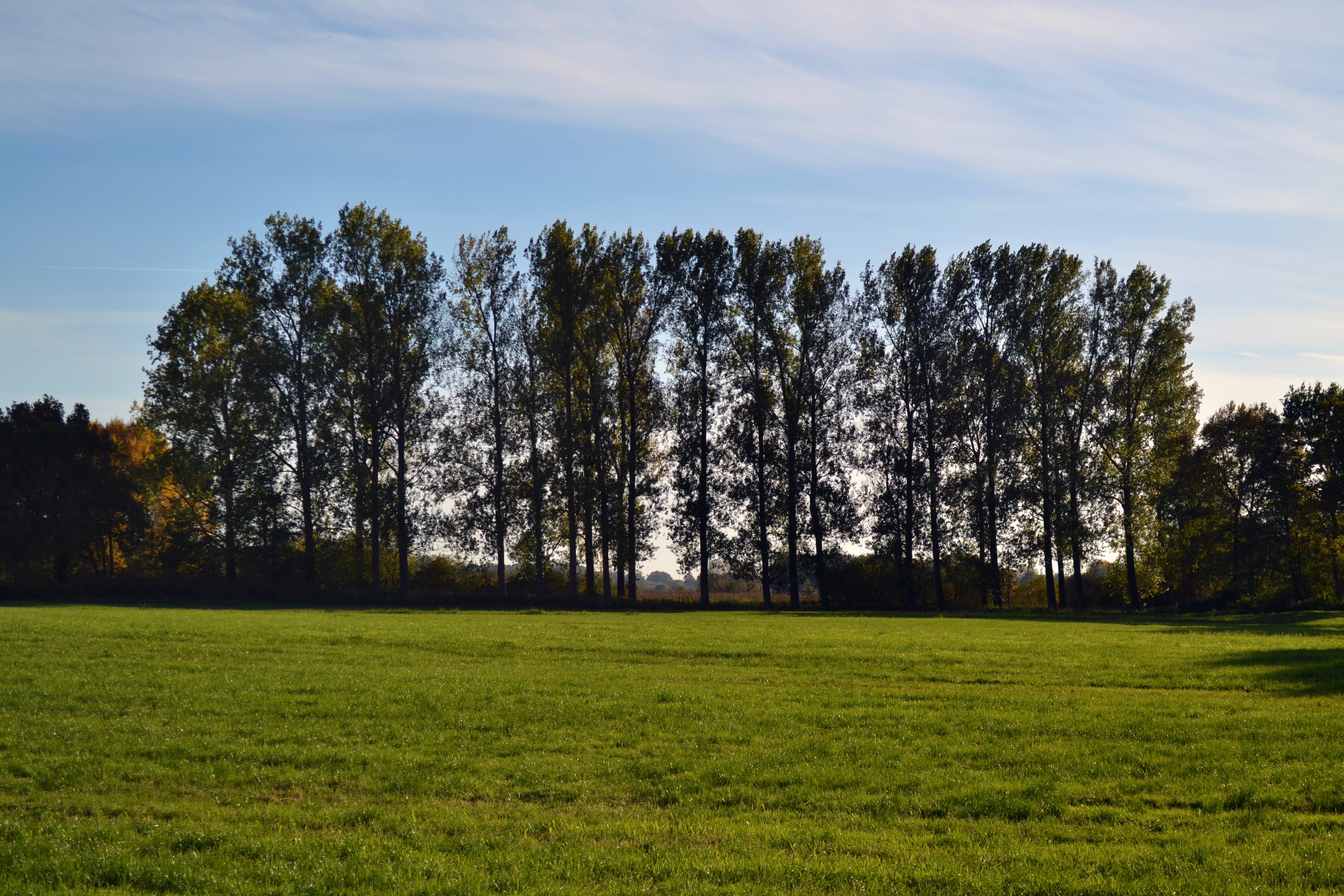
Ansammlung von Pappeln neben dem Oste-Hamme-Kanal

Die Flora von Spreckens ist überwiegend durch Laub- und Nadelwald, in Wasser- und Moornähe (Oste, Oste-Hamme-Kanal, Abschnitte des Fahrendahl-Fahrendorfer Kanals) vermehrt durch Pappeln und Schilfgräser geprägt. Die Laubwälder bestehen meist aus Birken, Buchen und Eichen. Der Nadelwald besteht häufig aus Fichten und Kiefern. Aufgrund des Geest- beziehungsweise Moorbodens wachsen im Ortsgebiet vermehrt Birken.

### Fauna
Die Fauna von Spreckens ist überwiegend durch Dam- und Rotwild, Rehe und Wildschweine geprägt. In den Sommermonaten besteht, aufgrund des im Oste-Hamme-Kanal teilweise stehenden oder langsam fließenden Wassers, häufig vermehrter Mücken- und Bremsenbefall.

### Schutzgebiete
In Spreckens ist seit dem 1. Januar 2019 das ehemalige Fauna-Flora-Habitat-Gebiet „Spreckenser Moor“ als Naturschutzgebiet mit einer Größe von ca. 64 ha ausgewiesen. In der Schutzgebietsverordnung werden mehrere stark gefährdete Tier- und Pflanzenarten aufgezählt. Darunter finden sich beispielsweise der bedrohte Hochmoor-Bläuling und der als gefährdet eingestufte Rundblättriger Sonnentau.
Seit dem 1. August 2020 befindet sich ein ca. 120 ha  großer Anteil des Ortsgebietes von Spreckens im Naturschutzgebiet „Ostetal mit Nebenbächen“. Das Naturschutzgebiet stelle einen Lebensraum für eine Vielzahl von seltenen Tier- und Pflanzenarten, so der Grünen Flussjungfer dar.

### Klima
|                       | Jan  | Feb  | Mär  | Apr  | Mai  | Jun  | Jul  | Aug  | Sep  | Okt  | Nov  | Dez  |   |       |
| Mittl. Tagesmax. (°C) | 3    | 3,9  | 7,2  | 11,8 | 16,9 | 20,2 | 21,3 | 21,6 | 18,1 | 13,5 | 7,8  | 4,3  | ⌀ | 12,5  |
| Mittl. Tagesmin. (°C) | −1,8 | −1,5 | 0,6  | 3    | 7,2  | 10,5 | 12,2 | 12   | 9,7  | 6,6  | 2,7  | −0,3 | ⌀ | 5,1   |
|                       |      |      |      |      |      |      |      |      |      |      |      |      |   |       |
| Niederschlag (mm)     | 57,6 | 45   | 45,7 | 53,2 | 63,1 | 67,1 | 83,2 | 48,9 | 69,7 | 63,2 | 72   | 68,6 | Σ | 737,3 |
|                       |      |      |      |      |      |      |      |      |      |      |      |      |   |       |
| Regentage (d)         | 17,1 | 13,3 | 15,5 | 14,7 | 14,1 | 15,2 | 16,4 | 15,7 | 15,8 | 15,7 | 17,9 | 17,8 | Σ | 189,2 |
|                       |      |      |      |      |      |      |      |      |      |      |      |      |   |       |
| Luftfeuchtigkeit (%)  | 93,7 | 89   | 83,8 | 77,5 | 75,2 | 76,5 | 77,9 | 77,4 | 82,4 | 86,7 | 90   | 93,8 | ⌀ | 83,6  |

| −1,8 |

| −1,5 |

| 0,6 |

| 3 |

| 7,2 |

| 10,5 |

| 12,2 |

| 12 |

| 9,7 |

| 6,6 |

| 2,7 |

| −0,3 |

| −1,8 |

| −1,5 |

| 0,6 |

| 3 |

| 7,2 |

| 10,5 |

| 12,2 |

| 12 |

| 9,7 |

| 6,6 |

| 2,7 |

| −0,3 |

| N i e d e r s c h l a g | 57,6 | 45  | 45,7 | 53,2 | 63,1 | 67,1 | 83,2 | 48,9 | 69,7 | 63,2 | 72  | 68,6 |
|                         | Jan  | Feb | Mär  | Apr  | Mai  | Jun  | Jul  | Aug  | Sep  | Okt  | Nov | Dez  |

### Größe und Flächenaufteilung
Die Gemarkung Spreckens ist 754 ha groß. Davon werden ca. 154 ha als Ackerland und ca. 385 ha als Grünland genutzt. Außerdem sind noch 78 ha (ca. 10 %) der Bodennutzung als Wald vorhanden. Als Grünanlagen sind der Sportplatz an der Straße „Am Sandstrich“ und der Friedhof an der K102 im Nordosten des Ortsteils zu nennen.
Gemessen an der Fläche ist Spreckens mit 7,54 km² nach Mehedorf (7,57 km²) und vor Iselersheim (4,86 km²) der achtgrößte Ortsteil. Gemessen an der Einwohnerzahl liegt Spreckens mit 308 Einwohnern nach Iselersheim (362 Einwohner) und vor Minstedt (284 Einwohner) auf dem 8. Platz.

### Gewässer

Zuflüsse der Oste in Spreckens (Rechts der Oste beginnt der Ortsteil Minstedt)

Die bedeutendsten Wasserläufe sind die im Osten an der Grenze zu Minstedt fließende Oste und der zum „Fahrendahl-Fahrendorfer Kanal“ ausgebaute und von Westen aus Fahrendorf kommende Sünderbeck (im Orte früher auch Spreckenser Beck oder Spreckenser Bach genannt). Die östliche Feldmark durchzieht der aus Klenkendorf kommende und früher für die Moorschifffahrt bedeutsame Oste-Hamme-Kanal, der im Ortsgebiet in die Oste mündet.
Größere Seen befinden sich im Ortsgebiet von Spreckens nicht. Die meisten kleineren Seen beziehungsweise Teiche befinden sich auf Privatgrundstücken.

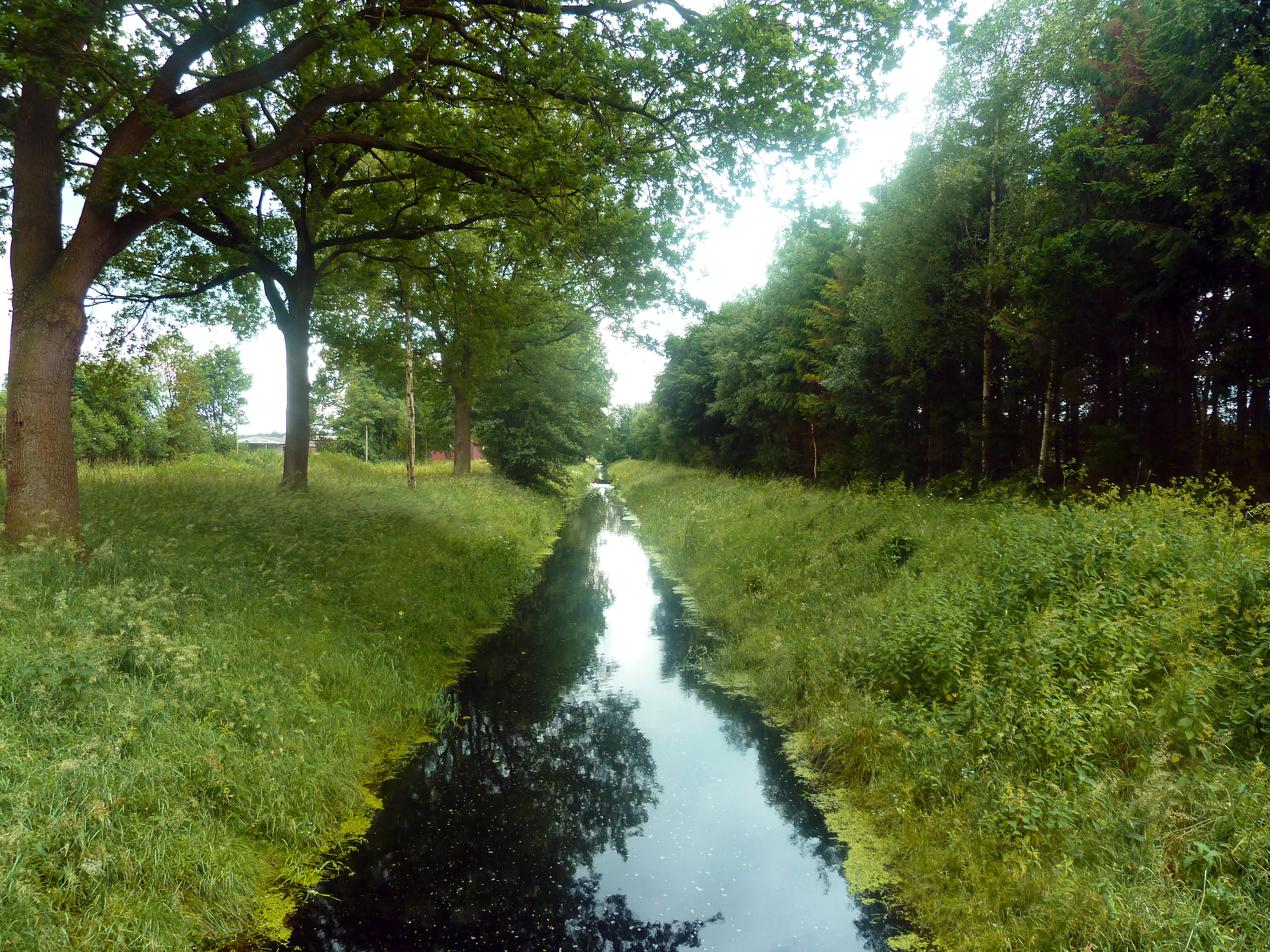
Oste-Hamme-Kanal
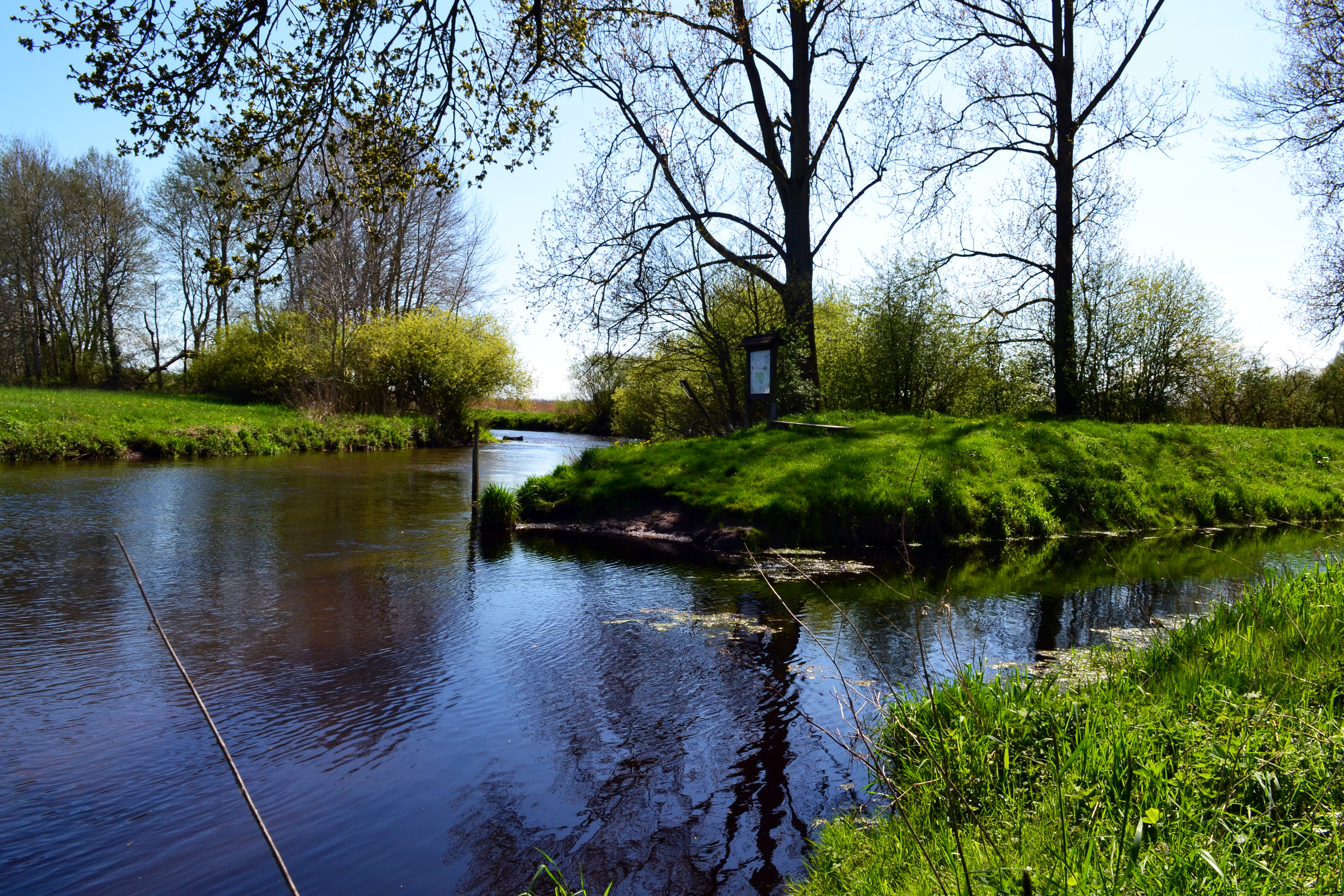
Mündung des Oste-Hamme-Kanals in die Oste
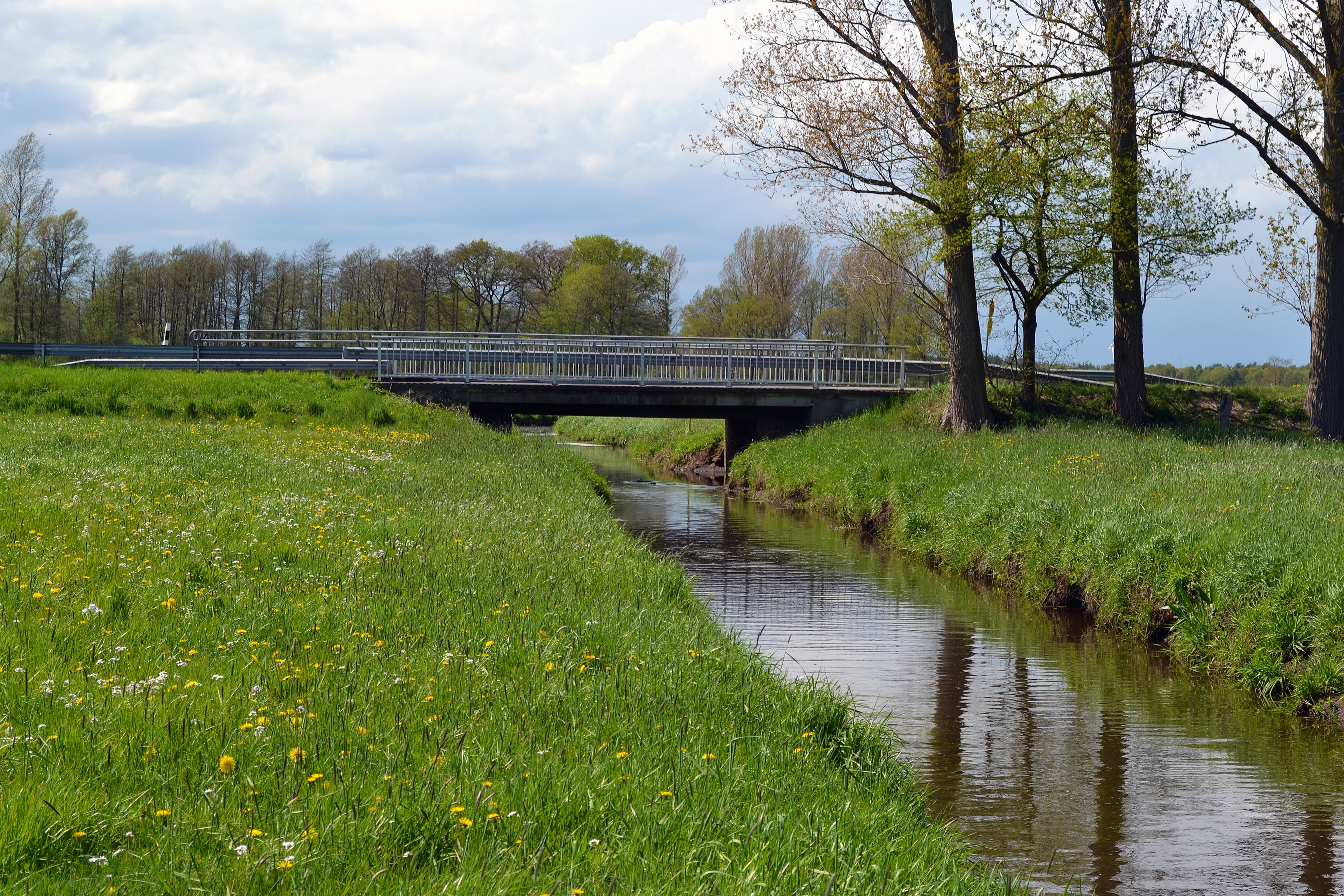
Fahrendahl-Fahrendorfer Kanal

### Geologie
Die Landschaft von Spreckens weist bis zu 11,7 m ansteigende Geestgebiete und weite Niederungen mit Flach- und Hochmoor auf. Der Boden der Geest besteht aus eiszeitlichen Ablagerungen wie Geschiebesanden, -kiesen sowie Geschiebemergel und -lehm. Durchsetzt sind diese Ablagerungen von Gestein aus skandinavischen Gebirgen, welches von Gletschern während der Eiszeiten dorthin geschafft wurde. Die Erhebungen bilden Stauch- und Staumoränen.
Zu heutiger Zeit werden die Geestgebiete zum größten Teil als Ackerland verwendet.

## Geschichte

### Urzeit
Siedlungsspuren sowie verschiedene Gräber wie Stein-, Hügel-, Flachgräber und Funde von Stein-, Metall- und Tongegenständen weisen auf eine Besiedelung hin, welche bereits zur Alt- und Mittelsteinzeit existent war.
Von der Jungsteinzeit bis zur Bronzezeit entstanden mehrere Kulturen, welche sich im Laufe der Jahrhunderte veränderten. Dies waren die Megalithkultur und die Einzelgrabkultur, welche sich letztendlich zu germanischen Stämmen wie dem um Christi Geburt lebenden Stamm der Chauken entwickelten. Dessen Land war bereits unter den Kaisern Augustus und Tiberius mit dem Römischen Reich verbunden. Römische Schriftsteller wie Tacitus und Plinius der Ältere bezeichneten die Chauken als ein edles und freiheitsliebendes Volk.

### Neuzeit
Das Dorf Spreckens ist eine uralte Geestsiedlung, die einen Teil der ausgedehnten Oste-Hamme-Niederung, des geologisch sogenannten Bremervörder Tals, bildet.
Das Dorf besteht aus zwei nördlich und südlich des Sünderbecktals liegenden Hauptortsteilen mit einzelnen verstreuten Gehöften im „Vie“, „Hinter dem Großen Felde“, auf den „Ridderflaggen“, „Heidfeld“ und „Vor den Theilen“. Am Oste-Hamme-Kanal befand sich die ehemalige Kanalvogtei und Gerkensche Gastwirtschaft (jetzt Hofstelle Brandt).
Im nördlichen Teil des geschlossenen Ortes lagen drei der ältesten vier Höfe und der sogenannte Brink. Der südliche Teil umfasst die aus dem aufgeteilten vierten alten Hof hervorgegangenen Wohnstellen und neue Siedlungen. In diesen Siedlungsteilen ist ansonsten eine typische dörfliche Struktur mit einem Nebeneinander von Wohnen, Dienstleistungs- und Gewerbebetrieben vorhanden. Hauptteile der Gemarkung Spreckens sind flache Erhebungen nördlich und südlich des Sünderbecktals mit den Fluren Großes Feld, Stüh, Streckbarg, Heidfeld, Ridderflaggen, Kartoffelhöfe, Steinberg, Falkenhütte, Hübscher Berg und ferner dem Spreckenser Moor, einem ausgedehnten Hochmoor mit dem daraus aufragenden Rugenbarg, dem westlichen Ostetal mit dem „Vie“, der „Winnerwiese“, dem Wisselbruch und den „Theilen“, und schließlich dem Sünderbecktal mit der Flur „Reen“.
Die ersten schriftlichen Aufzeichnungen über Spreckens liegen aus dem Jahr 1272 vor. Die Bezeichnung für die damalige Siedlung war „Spreckensete“ und bestand um das Jahr 1500 aus vier Bauernhöfen. Im Laufe der Zeit wurden die Bauernhöfe in Vollhöfner, Kölner, Halbhöfe und Brinksitzer klassifiziert.
Am 1. März 1974 wurde Spreckens in die Stadt Bremervörde eingegliedert.

### Absturz einer Avro Lancaster während des 2. Weltkriegs

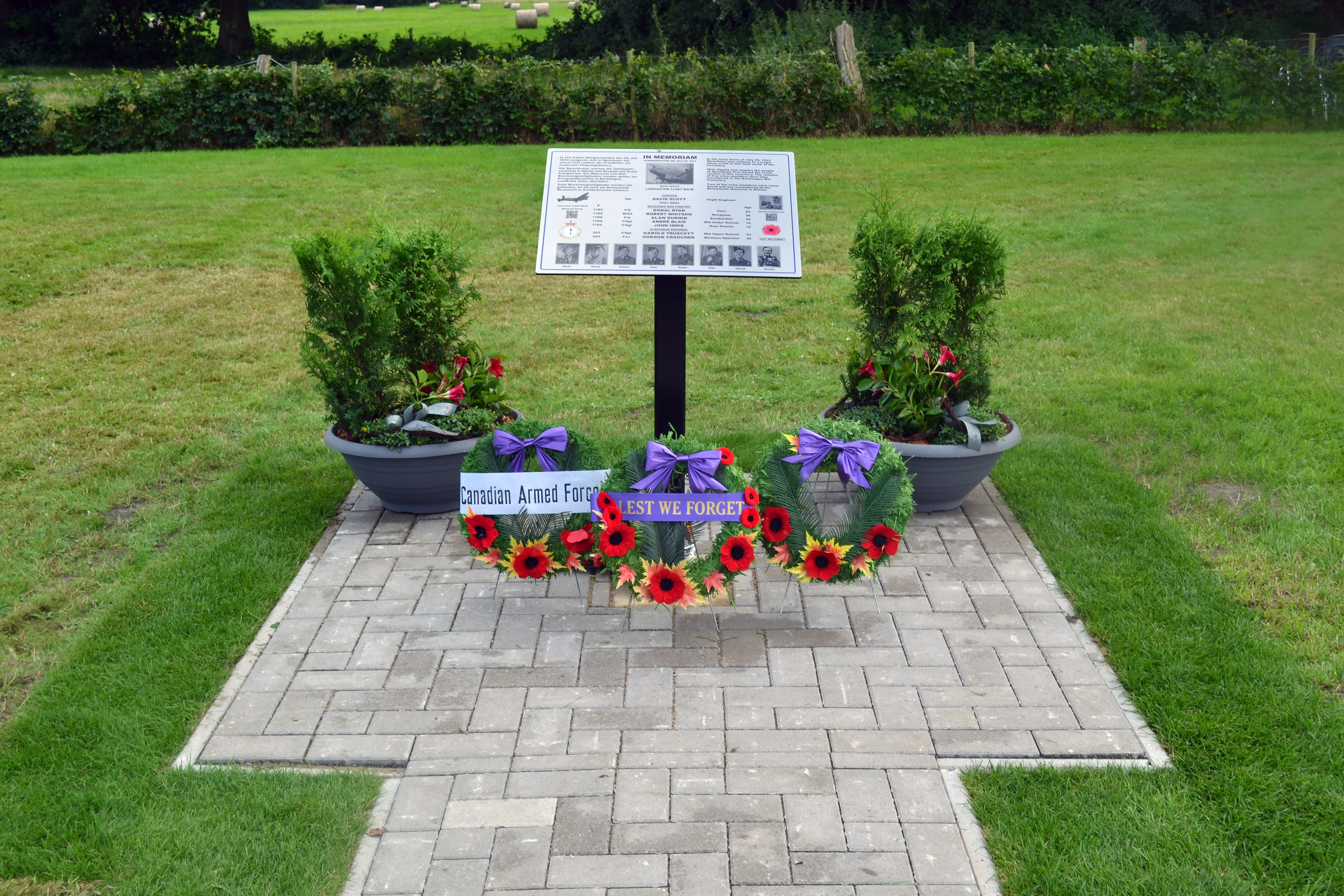
Gedenktafel zu Ehren der Verunglückten Besatzungsmitglieder

Am 29. Juli 1944 stürzte im Ortsgebiet von Spreckens, etwa 300 m südöstlich des Friedhofes auf einer Wiese – eine Avro Lancaster LL687 mit britischem Hoheitszeichen, ein Bomber britischer Bauart, der dem 408. Geschwader der Royal Canadian Air Force angehörte, ab. Die Kennzeichnung des Bombers lautete EQ-M. Einziger Überlebender der achtköpfigen Besatzung bestehend aus den Schützen, dem Piloten, dem Funker und dem Bombardier war David Scott, der als Flugingenieur in der Nähe des Cockpits seinen Dienst leistete.
Zum Gedenken an den Absturz wurde am 29. Juli 2017, 73 Jahre nach dem Absturz, eine durch Spenden finanzierte Gedenktafel aus Edelstahl während einer Gedenkveranstaltung auf dem Friedhof in Spreckens enthüllt. Der Zeremonie wohnten neben den Nachkommen und Verwandten der Opfer auch Veteranen der britischen und kanadischen Streitkräfte, Angehörige und Reservisten der Bundeswehr, diverse Amtspersonen sowie aktive Angehörige der kanadischen Luftwaffe bei.

### Namensherkunft
Der Name „Spreckens“ und seine älteste Form „Spreckensete“ gehen vermutlich auf das angelsächsische Zeitalter zurück. „Spreck“ oder „Spreckel“ bezeichnen einen Spalt oder eine Talrinne, mit der die Talsenke des Sünderbecks gemeint sein kann. Das altsächsische Wort „Set“ (auch Sitti-an) steht für Sitz oder Wohnsitz.
Als Schlussfolgerung wird angenommen, dass der Ortsname „Siedlung an einer Talrinne“ bedeutet.

### Bevölkerungsentwicklung
| Zeitpunkt | Anzahl der Einwohner | Zeitpunkt | Anzahl der Einwohner |
| --------- | -------------------- | --------- | -------------------- |
| 1801:     | 050 Einwohner        | 2002:     | 265 Einwohner        |
| 1820:     | 050 Einwohner        | 2003:     | 266 Einwohner        |
| 1867:     | 064 Einwohner        | 2004:     | 277 Einwohner        |
| 1871:     | 066 Einwohner        | 2005:     | 273 Einwohner        |
| 1893:     | 079 Einwohner        | 2006:     | 284 Einwohner        |
| 1897:     | 089 Einwohner        | 2007:     | 294 Einwohner        |
| 1914:     | 100 Einwohner        | 2008:     | 291 Einwohner        |
| 1939:     | 230 Einwohner        | 2009:     | 302 Einwohner        |
| 1961:     | 220 Einwohner        | 2010:     | 303 Einwohner        |
| 1970:     | 213 Einwohner        | 2011:     | 301 Einwohner        |
| 1972:     | 216 Einwohner        | 2012:     | 298 Einwohner        |
| 1997:     | 212 Einwohner        | 2013:     | 309 Einwohner        |
| 1998:     | 217 Einwohner        | 2014:     | 309 Einwohner        |
| 1999:     | 212 Einwohner        | 2015:     | 308 Einwohner        |
| 2000:     | 219 Einwohner        | 2016:     | 304 Einwohner        |
| 2001:     | 237 Einwohner        | 2017:     | 290 Einwohner        |
|           |                      | 2019:     | 313 Einwohner        |

## Politik

### Ortsvorsteher
Spreckens selbst besitzt keinen Ortsrat. Die Organisation der das Dorf betreffenden Angelegenheiten obliegt dem Ortsvorsteher.

### Wappen
| Wappen von Spreckens | Blasonierung: „In Rot ein auf silbernem Boden vor einer silbernen Palisade stehender silberner Bauernkrieger, mit goldenem Schwert umgürtet, einem silbernen, goldbeschlagenen Rundschild am linken Unterarm und einer goldenen Lanze in der Rechten.“ |
| Wappen von Spreckens | |

## Kultur und Sehenswürdigkeiten

### Sport
Spreckens besitzt in der Nähe des Dorfgemeinschaftshauses eine etwa 0,35 ha große Grünfläche, auf der sich zwei Fußballtore befinden. Genutzt wird die Grünfläche für Veranstaltungen, privat für Fußballspiele sowie durch die Freiwillige Feuerwehr und die Jugendfeuerwehr für Wettkampfübungen (siehe Freiwillige Feuerwehr Spreckens).

### Regelmäßige Veranstaltungen
Regelmäßige Veranstaltungen sind das jährlich stattfindende Schützenfest sowie das im Sommer stattfindende Sommerfest, das von der Freiwilligen Feuerwehr organisiert wird. Als Veranstaltung der Dorfjugend ist die Fortführung des Brauches des Pfingstbaumpflanzens zu nennen.

## Wirtschaft und Infrastruktur

### Verkehr

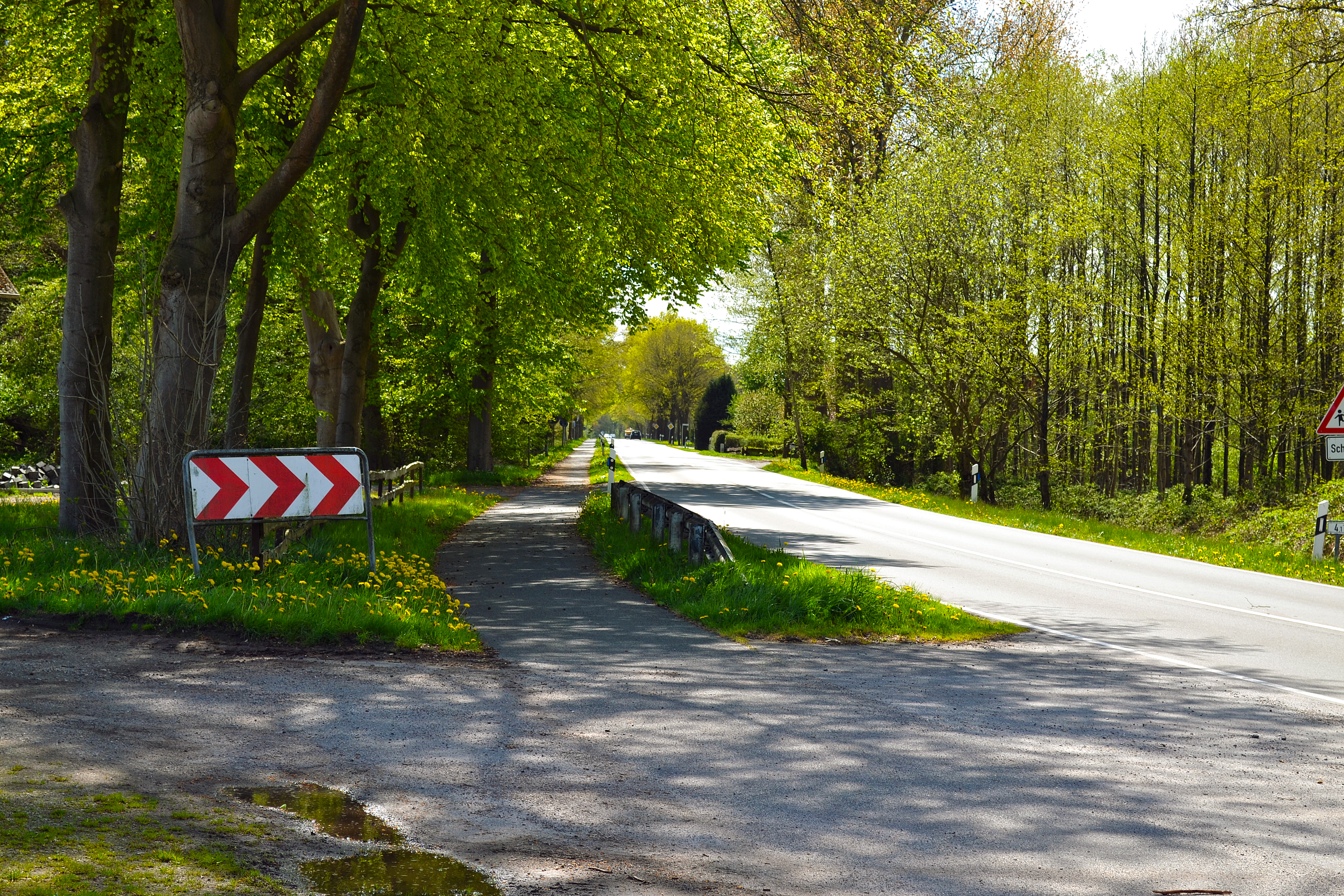
Die K102 in Richtung Fahrendorf

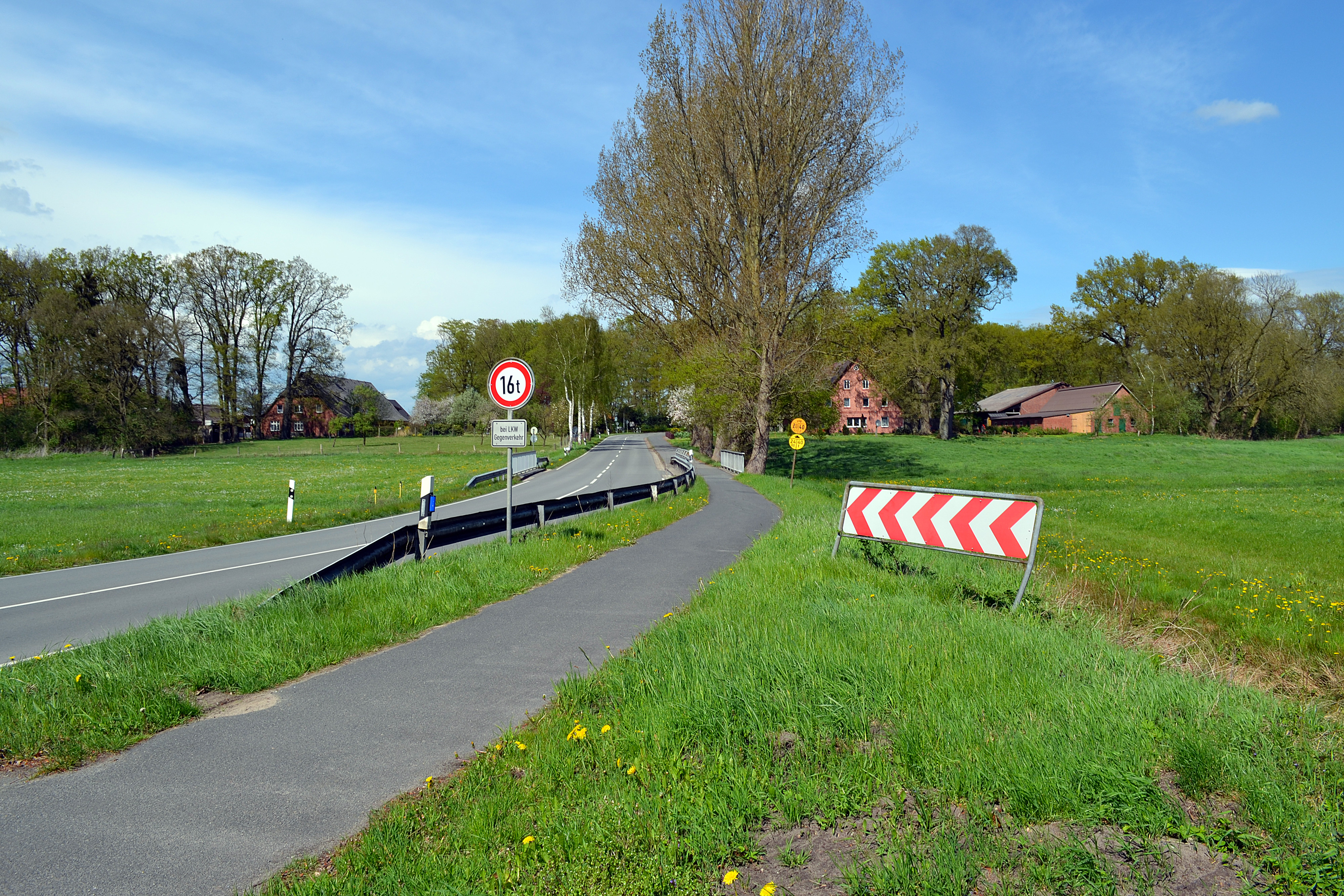
Die K102 in Richtung Bremervörde mit dem Fahrendahl-Fahrendorfer Kanal

Im Straßenverkehr ist Spreckens an das überörtliche Verkehrsnetz angeschlossen. Die bedeutendste Verkehrsader ist die durch Spreckens führende Kreisstraße K 102 von Bremervörde nach Gnarrenburg, die zur Erschließung der hier gelegenen großen Moore im 18. Jahrhundert zunächst als Moordamm angelegt und nach 1900 zur Straße ausgebaut wurde. Die Straße führt weiter über Worpswede und Lilienthal nach Bremen. Ein uralter Weg befindet sich südlich von Spreckens in der Gemarkung Fahrendorf gelegenen Fahrenberg, worauf sich im 18. Jahrhundert eine staatliche Glasfabrik befand. Wasserwege sind bzw. waren der zum Fahrendahl-Fahrendorfer Kanal ausgebaute Sünderbeck, der ursprünglich als Zufahrt zu der erwähnten Glashütte auf dem Fahrenberg und als Torfabfuhrkanal der Moordörfer Fahrendorf und Fahrendahl diente, ferner der Oste-Hamme-Kanal und insbesondere die Oste. An der Oste liegt eine uralte Schiffsanlegestelle, die „Holthu“ (Holzhude). Es handelt sich dabei um eine wohl schon in frühgeschichtlicher Zeit vorhandene Holzverladestelle.
Als uraltes Geestdorf hatte auch Spreckens, wie wohl die meisten alten Geestorte, einen „Brink“. Dieser liegt bzw. lag im nördlichen Dorf an der Nordseite der Hauptstraße. Auf einem Teil steht heute ein Wohnhaus und auf dem Eckteil ist eine Raststelle mit Bänken eingerichtet worden, nachdem dort jahrelang das Feuerwehrhaus gestanden hatte. In früherer Zeit war der Brink Gemeindeland und diente insbesondere in der Erntezeit als Pferdeweide. Es fanden darauf Versammlungen der Ortsbewohner und mancherlei Volksbelustigungen (Tanz und Spiel) statt. In neuerer Zeit konnten sich Dorfhandwerker auf den Brinken der Dörfer Häuser bauen. Sie wurden als „Brinksitzer“ bezeichnet. Der Spreckenser Brink wurde wahrscheinlich bei der Verkopplung dem Buckschen, jetzt Steffensschen Hofe, zugeteilt.

### Öffentliche Infrastruktur
Die Stromversorgung wird von der Stadtwerke Bremervörde GmbH gewährleistet. Die Wasserversorgung erfolgt durch die EWE AG, welche das Trinkwasser vom Wasserverband Bremervörde (ehemals Wasserversorgungsverband Bremervörde) bezieht. Die Abwasserbeseitigung erfolgt in Spreckens überwiegend dezentral durch Kleinkläranlagen. Ein Anschluss an die zentrale Abwasserbeseitigung war für das Jahr 2000 vorgesehen. Für die Siedlung „Auf der Rehn“ wurde eine Abwasserentsorgung eingerichtet.
Derzeit besteht die Möglichkeit, seinen Haushalt an die Abwasserentsorgung anzuschließen. Haushalte, die eine Kläranlage betreiben, können sich einen Anschluss vorsorglich auf das Grundstück legen lassen. (Stand: 2015)

### Öffentliche Einrichtungen
Öffentliche Gebäude sind außer der Mehrzweckhalle und dem Feuerwehrhaus nicht mehr vorhanden. Das Schulhaus ging nach Aufhebung der Ortsschule in Privatbesitz über. Das Dorf kam im Jahr 1965 zum Schulverband Bremervörde. Kirchlich gehört Spreckens zur St.-Liborius-Kirchengemeinde Bremervörde. Post- und Bahnstation ist ebenfalls Bremervörde.

## Entwicklung
Die Entwicklung der Ortschaft Spreckens wurde nicht nur durch die Landwirtschaft geprägt. Eine gewerbliche Entwicklung begann vor ca. 270 Jahren mit dem Bau einer Glasfabrik in Fahrendorf. Eine weitere Entwicklung brachte der Bau des Oste-Hamme-Kanals. Mit dem Bahnanschluss im Jahre 1898 verbesserte sich zugleich die landwirtschaftliche Produktion. Entsprechend der jüngsten Bevölkerungsentwicklung sind im südlichen Siedlungsteil, angrenzend an die vorhandene Bebauung, zwei Wohngebiete entstanden (Auf der Rehn / Heidfeld). In der nördlichen Ortslage, an der Straße „Am Sandstrich“, wurde in Spreckens ein Dorfgemeinschaftshaus errichtet. In den 1960er Jahren entstand in Spreckens eine Anlage besonderer Art, nämlich ein Wildpark mit Damhirschen, Wildschweinen und Mufflons, der jedoch wieder geschlossen wurde.
Es gibt einzelne Gewerbebetriebe (Versicherungen, Gaststätte, Landschaftsbau, einen Nachtclub, Aquariumbau und ein Transportunternehmen). Die Landwirtschaft (Weidewirtschaft und Ackerbau) ist nicht mehr die Haupterwerbsquelle der Einwohnerschaft. Vorhanden sind acht Vollerwerbs- und zwei Nebenerwerbsbetriebe.

## Vereine und öffentliche Institutionen

### Freiwillige Feuerwehr Spreckens
Im Jahre 1936 schlossen sich die beiden Dörfer Engeo und Spreckens zusammen, um die Freiwillige Feuerwehr Spreckens zu gründen.
1936 wurde ein Spritzenhaus im Zentrum von Spreckens errichtet, welches 1975 vollständig modernisiert wurde, um den Ansprüchen der damaligen Feuerwehr gerecht zu werden.
Die erste wichtige Anschaffung der Feuerwehr war eine Feuerwehrspritze. Ausgestattet mit einer Motorpumpe, Schlauchhaspeln, Strahlrohren und Feuerpatschen gingen die Kameraden gegen Brände in der Umgebung vor. Im Jahre 1966 entschloss man sich, „im Zuge des Fortschritts und der Technisierung“ ein neues Tragkraftspritzenfahrzeug des Typs T vom Hersteller Volkswagen anzuschaffen.
Im Jahr 1976 gründete man die Jugendfeuerwehr Spreckens. Ein neues Tragkraftspritzenfahrzeug des Typs LT 31 vom Hersteller Volkswagen war seit 1978 fester Bestandteil der Feuerwehr. Aktuelles Einsatzfahrzeug ist ein VW-Crafter-Aufbau, ein Tragkraftspritzenfahrzeug, welches im September 2010 angeschafft wurde.
Die Freiwillige Feuerwehr Spreckens ist organisiert im Kreisfeuerwehrverband Bremervörde.

### Motorsportgemeinschaft Spreckens
Die Motorsportgemeinschaft Spreckens e. V. (Kurzform MSG-Spreckens) ist ein 1977 gegründeter lokaler Rennsportverein und Mitglied im NAVC. Jährlich findet ein Stoppelcross, eine öffentliche Rennveranstaltung auf einem abgeernteten Getreidefeld, dem „Stoppel“ bzw. Stoppelfeld, statt. Dort messen sich Besitzer von Autocrossfahrzeugen an einem Rundstreckenrennen. Für Kinder und Jugendliche findet ein separates Rennen mit einem Crosskart statt. Die MSG-Spreckens hat derzeit 224 Mitglieder. (Stand Januar 2016)

### Schützenverein Spreckens
Der Schützenverein Spreckens e. V. wurde auf vielfachen Wunsch der Bürger am 13. September 1952 gegründet. In den darauffolgenden Jahren erfolge im Jahr 1954 die Eintragung in das Vereinsregister und 1956 die Gründung der Jugendabteilung. Nach der Gebietsreform 1973 begann der Bau des Dorfgemeinschaftshauses. Zur selben Zeit wurde damit begonnen, einen Schießstand am alten Austragungsort des jährlich stattfindenden Schützenfestes zu errichten. Dieser wurde 1977 verkauft und durch einen neuen Schießstand am Dorfgemeinschaftshaus ersetzt. Im Jahr 1988 entstand ein Luftgewehrstand und 2001 wurde dem Verein die Gemeinnützigkeit zugesprochen. Bis heute findet jährlich das Schützenfest am Dorfgemeinschaftshaus statt.

## Ortsvorsteher in Spreckens
| Name                 | Gemeinde        | Zeit      |
| -------------------- | --------------- | --------- |
| Reinhold Dederling   | Spreckens       | 0000–1858 |
| Clemens Bargmann     | Spreckens       | 1859–1865 |
| Jürgen Buck          | Spreckens       | 1865–1870 |
| Cord Burfeindt       | Spreckens       | 1871–1876 |
| Clement Bargmann     | Spreckens       | 1876–1883 |
| Johann Holst         | Spreckens       | 1883–1889 |
| Hinrich Bargmann     | Spreckens       | 1889–1895 |
| Hinrich Burfeindt    | Spreckens       | 1895–1896 |
| Klaus Steffens       | Spreckens       | 1896–1908 |
| Claus Burfeind       | Spreckens       | 1908–1914 |
| Christopher Stelling | Spreckens       | 1914–1920 |
| Klaus Murk           | Spreckens       | 1920–1928 |
| Wilken Schröder      | Spreckens       | 1928–1929 |
| Wilcken Schröder     | Spreckens-Engeo | 1929–1945 |
| Emil Trobbens        | Spreckens-Engeo | 1945–1946 |
| Jürgen Steffens      | Spreckens-Engeo | 1946–1946 |
| Johann Holst         | Spreckens-Engeo | 1946–1947 |
| Hinrich Bösch        | Spreckens-Engeo | 1947–1949 |
| Wilken Schröder      | Spreckens       | 1949–1962 |
| Hinrich Burfeindt    | Spreckens       | 1962–1965 |
| Klaus Schröder       | Spreckens       | 1965–1991 |
| Hinrich Steinberg    | Spreckens       | 1991–2006 |
| Werner Schröder      | Spreckens       | ab 2006   |